# Patrick Bourrat
Pour les articles homonymes, voir Bourrat.
Ne doit pas être confondu avec Jean-Claude Bourret.
Patrick Bourrat, né le 20 septembre 1952 à Tunis et mort le 22 décembre 2002 au Koweït, est un journaliste français. Il meurt dans l'exercice de son métier de grand reporter pour TF1, renversé par un char, lors d'un reportage sur les manœuvres de l’armée américaine au Koweït.

## Biographie
Patrick Bourrat est né le 20 septembre 1952 à Tunis. Il est le petit-fils de Charles Bourrat, préfet de la Moselle, le fils de Jean-Guy Bourrat, sous-préfet, et de Colette Delye-Bourrat. Il est le père de la journaliste Valentine Bourrat.

### Carrière
Diplômé de l'Institut d'études politiques de Bordeaux (promotion 1975) après des études de droit, Patrick Bourrat commence sa carrière à France 3 Aquitaine. Il entre comme pigiste en 1979 à TF1 puis rejoint le Service Étranger de TF1 en 1980. Il ouvre en 1982 le bureau de TF1 à Jérusalem. En 1987, il devient présentateur du journal de la nuit sur TF1.
À partir de 1988, il travaille comme grand reporter et couvre la chute du Mur de Berlin, celle de Nicolae Ceaușescu, la révolution Tchécoslovaque. En 1991, au moment de la guerre du Golfe, il est fait prisonnier avec un groupe de journalistes par les Irakiens dans la région de Bassora.
En 1993, alors qu’il couvre l'assaut lancé par les forces russes contre les députés retranchés dans le Parlement de Moscou, il échappe de peu à la mort, touché au bras par une balle. Yvan Skopan, le cameraman de l'équipe TF1, est lui mortellement blessé au cours de l'action. Malgré cela, il n’abandonne pas son métier et continue à l'exercer, se rendant tour à tour en Tchétchénie, au Timor oriental, au Kosovo et au Proche-Orient.
À la fin des années 1990, il anime quelques émissions de plateau sur TF1 (Le Magazine de l'info (LMI) avec Guillaume Durand, Les Français sont comme cela) avant de repartir en grands reportages en intégrant, à compter de 2002, le service Événement de TF1.

### Décès
Le journaliste est heurté par un char M1 Abrams, qui le projette contre des barbelés à l'instant même où il demande à son journaliste reporter d'images de s’écarter de l'engin. Les médecins américains qui le soignent dans un premier temps ne diagnostiquent que "quelques côtes cassées", avant que son état de santé ne s'aggrave dans la soirée. Le journaliste succombe à une hémorragie interne le 22 décembre 2002. On saura plus tard qu'il a la rate éclatée et un rein gravement endommagé.

Comme de nombreux journalistes qui couvrent les conflits, Patrick Bourrat, « loin d’être un irresponsable », selon les paroles de Robert Namias, directeur de l’information de TF1, qui lui a rendu un vibrant hommage, connaissait les risques du métier de grand reporter : « informer le plus honnêtement possible sur une situation de crise exige du journaliste qu’il aille au charbon. Non pas pour jouer au héros, voire au baroudeur, mais tout simplement par devoir d’informer ». En 2019, sa collègue, la reporter de guerre Marine Jacquemin, dans le chapitre qu'elle a écrit dans l'ouvrage collectif sur les femmes reporters de guerre Elles risquent leur vie, avance qu'il s'est volontairement jeté contre le tank américain, et explique son geste ainsi :
Dix ans plus tard, le traumatisme de Moscou [la mort de son caméraman Yvan Skopan sous les yeux de Patrick Bourrat et de Marine Jacquemin lors de l'assaut de militaires russes sur le Parlement russe en 1993], encore très présent dans la tête de Patrick, l'a poussé à se sacrifier au Koweït. En décembre 2002, il a voulu sauver son équipe en se précipitant contre un char, croyant son caméraman en danger.